# Renault Zoe
| Sterne im Euro-NCAP-Crashtest (2013) |

| Sterne im Euro-NCAP-Crashtest (2021) |

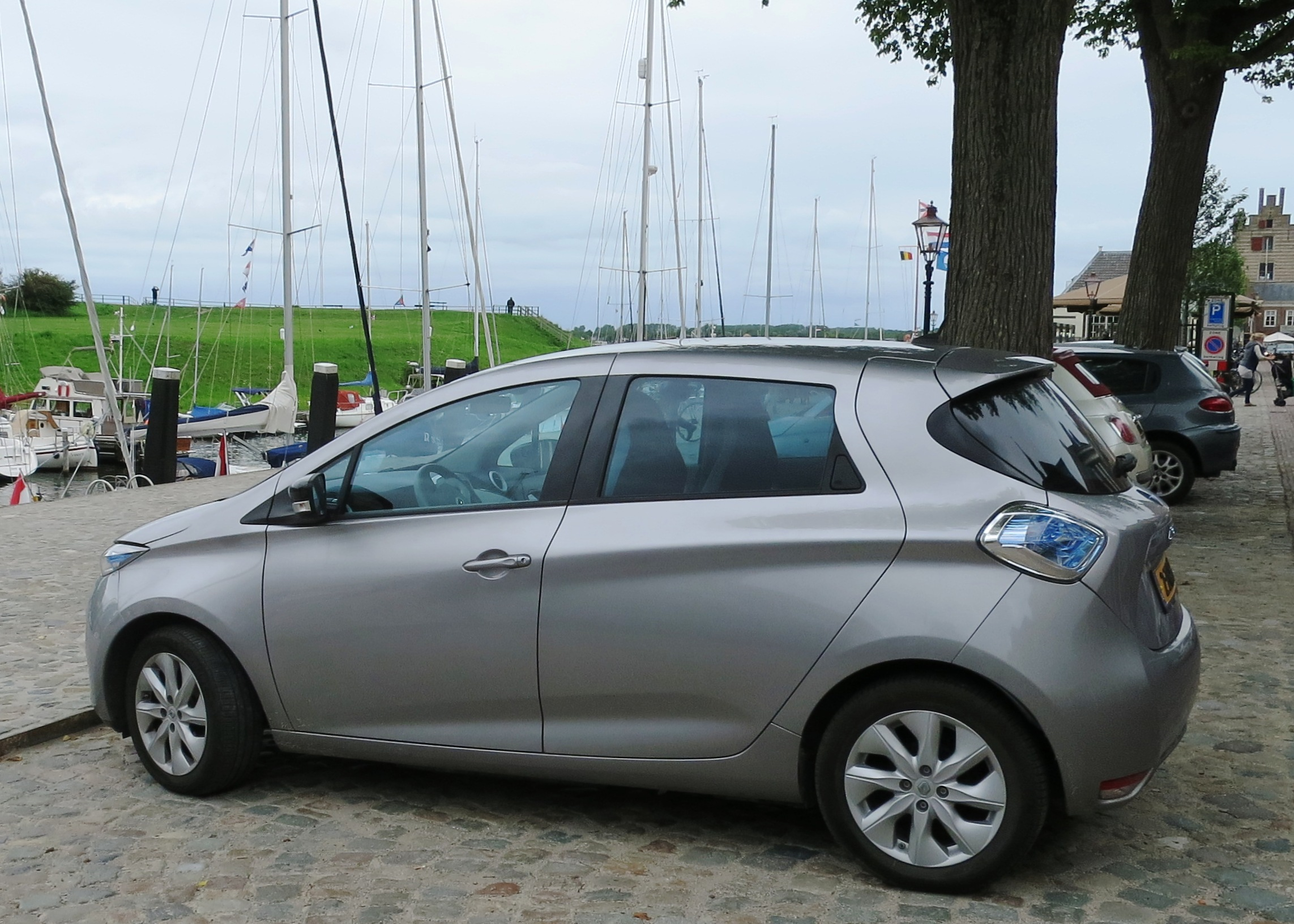
Renault Zoe, Heckseitenansicht

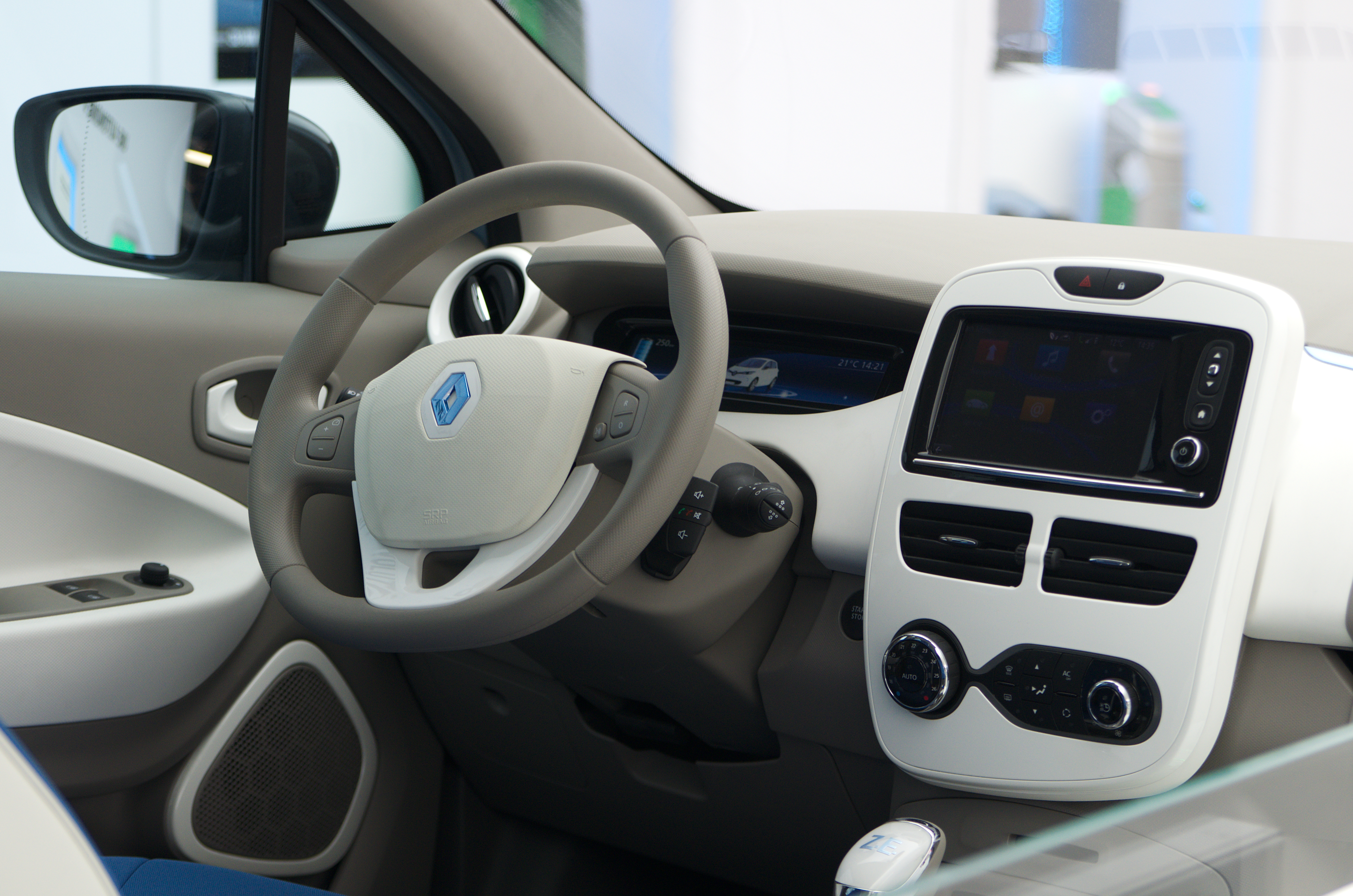
Instrumententafel (2012–2019)

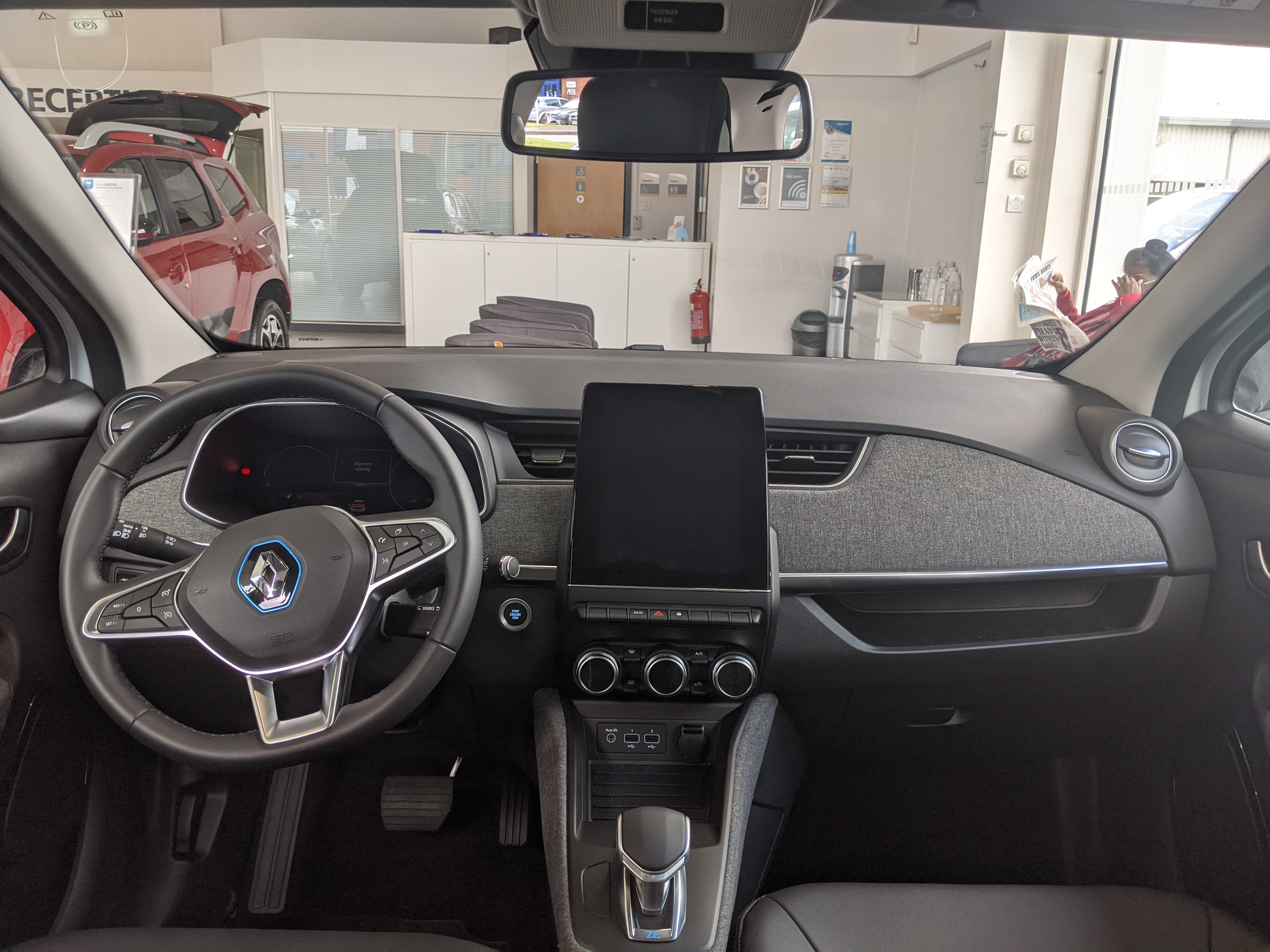
Instrumententafel (2019–2024)

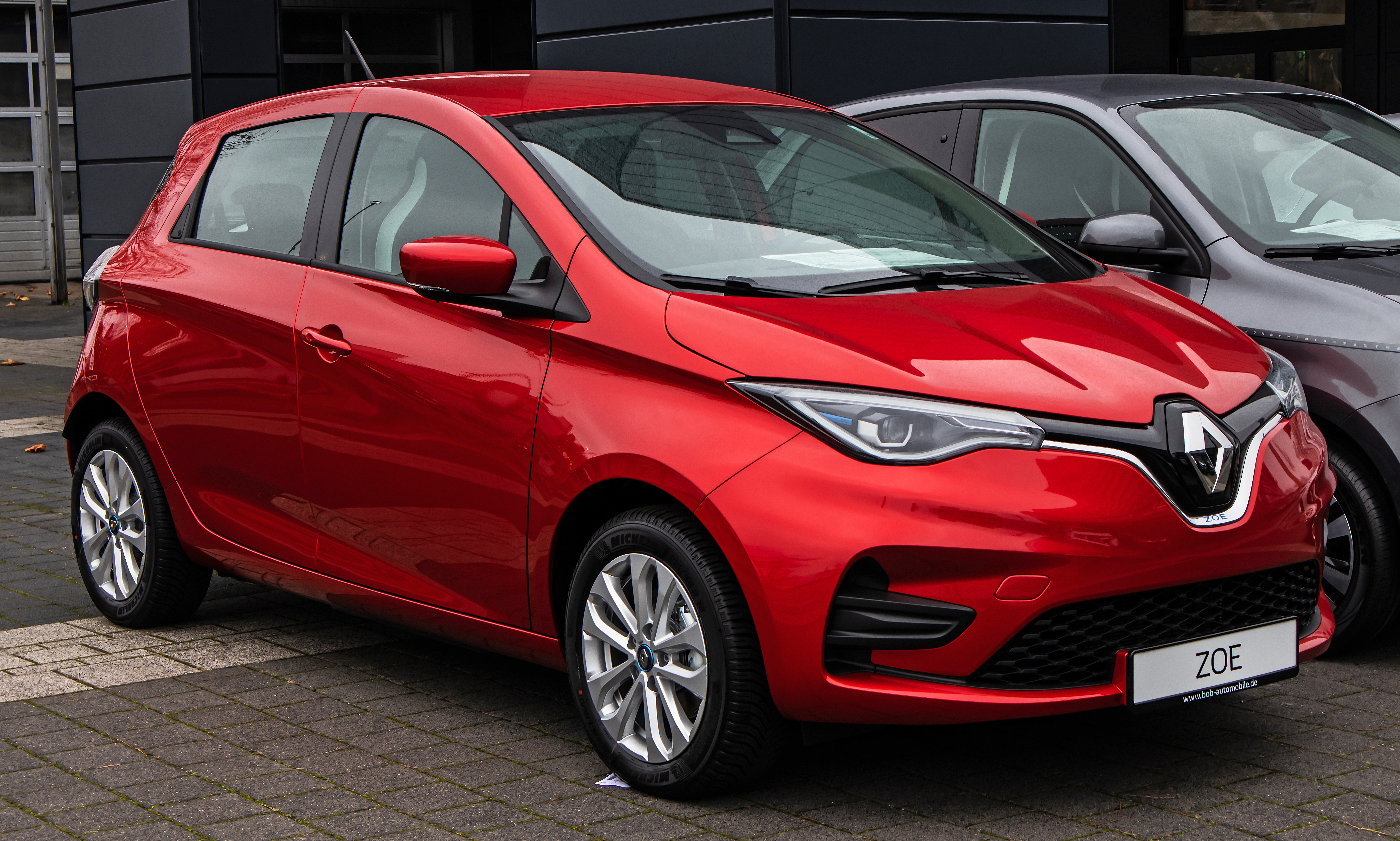
Renault Zoe (2019–2024)

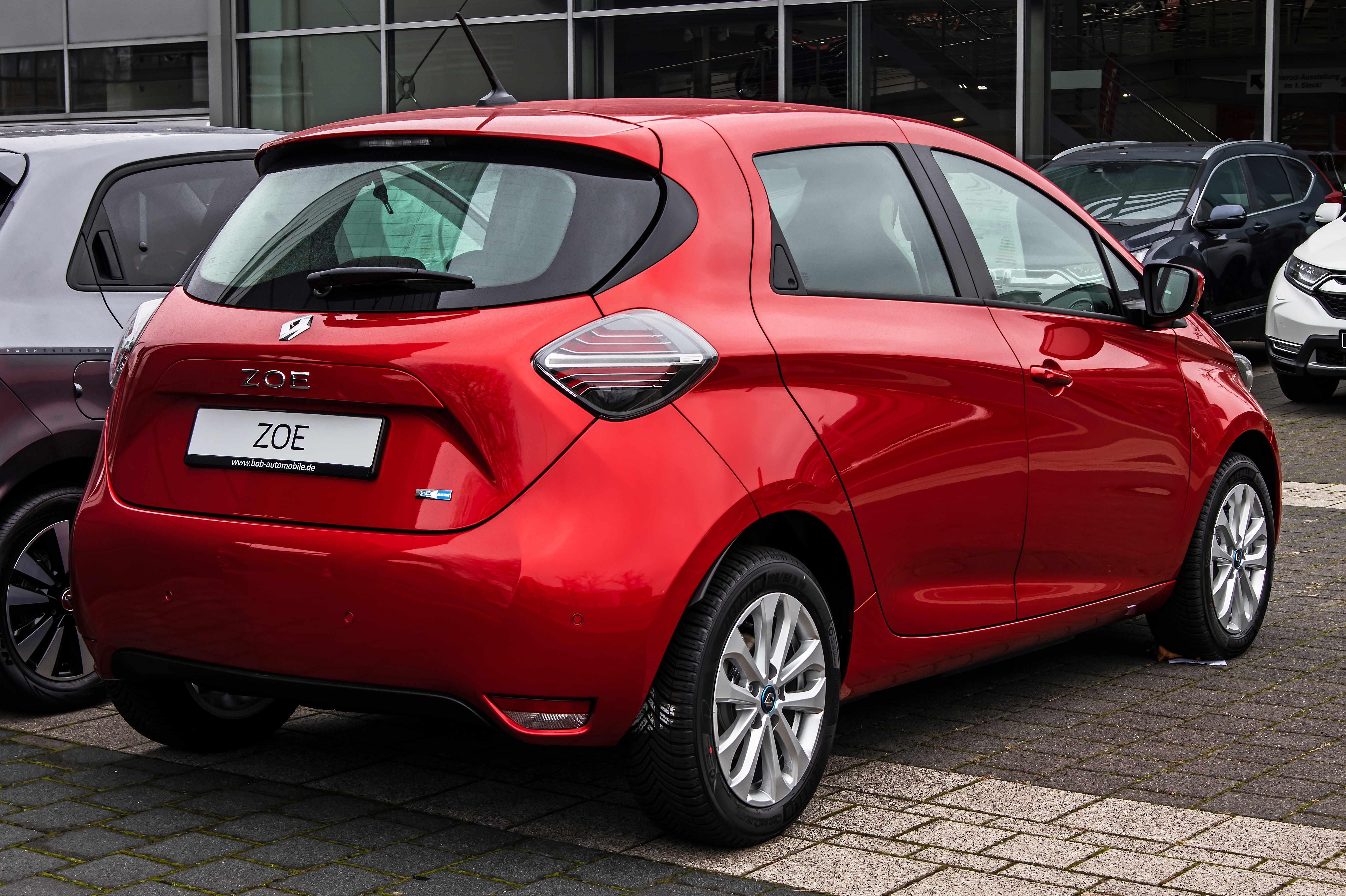
Renault Zoe, Heckansicht

Der Renault Zoe [zoˈe] (Eigenschreibweise: ZOE) ist ein elektrisch angetriebener Kleinwagen des französischen Herstellers Renault, der ab März 2013 ausgeliefert wurde. Die erste Generation des Fahrzeugs basierte auf der Plattform des Renault Clio IV, die 2019 präsentierte zweite Generation auf der des Clio V. Produziert werden die Zoes im Werk von Renault in Flins. Die Produktion des Zoe wurde Ende März 2024 eingestellt. Als Nachfolgemodell wird der ab 2024 erhältliche Renault 5 E-Tech gesehen.

## Modellgeschichte
Die offizielle Vorstellung der ersten Generation des Zoe (erster Motor: Q210) erfolgte am 18. März 2013 in Paris. Eine Woche später begann Renault in Frankreich mit der Auslieferung. Zu dieser Zeit konnten auch in Deutschland und Österreich Kaufverträge für den Zoe abgeschlossen werden, die Auslieferung erfolgte hier ab Juni 2013. Im Frühjahr 2015 wurde die Zoe-Version R240 vorgestellt, deren Motor-Antriebsstrang von Renault entwickelt und gefertigt wird. Im Vergleich zur Vorversion Q210, deren Antriebsstrang vom Zulieferer Continental stammt, unterstützt das neue Ladesystem nur Schnellaufladungen am Drehstrom-Wechselstromnetz bis maximal 22 kW, im Vergleich zu 43 kW des Continental-Motors, hat aber im NEFZ 30 km mehr Reichweite. Im Rahmen dieser ersten Modellpflege erweiterte Renault das Multimediasystem R-Link Evolution und unterstützt seither Android Auto.
Im Juni 2019 wurde eine neue Generation des Zoe vorgestellt. Bei unveränderten äußeren Dimensionen beschränkten sich die optischen Änderungen auf Fronthaube, Leuchten und einen neugestalteten Innenraum mit einem vertikal angebrachten 9-Zoll-Bildschirm. Das Armaturenbrett entspricht dem Anfang 2019 präsentierten Clio. Unter der Karosserie verfügt die neue Modellgeneration über die Modellplatform des Clio V, eine elektrische Feststellbremse, Scheibenbremsen auf der Hinterachse sowie optional einen neuen Motor mit 100 kW Leistung, eine größere Batterie, Assistenzsysteme, und den Ladestandard CCS. Damit kann der Zoe an Schnellladesäulen mit einer Leistung von bis zu 46 kW geladen werden.

### Kontroversen bezüglich Crashtest 2021
Der Euro-NCAP passte zwischen 2013 und 2021 mehrfach die Kriterien für die Sicherheitsbewertung an. Das auf derselben Plattform wie die zweite Zoe-Generation gebaute Automodell Clio V ist mit Kopfairbags für beide Sitzreihen ausgestattet und erzielt im Euro-NCAP-Crashtest eine Wertung als Klassenbester mit fünf Sternen. Die zweite Generation des Renault Zoe hingegen erzielte im Euro-NCAP-Crashtest 2021 eine schlechte Bewertung von null Sternen. Gegenüber der ersten Generation stellt dies eine erhebliche Verschlechterung dar. Begründet wird die Bewertung mit einem schlechteren Seitenaufprallschutz. Der in der ersten Zoe-Generation verbaute kombinierte Kopf- und Seitenairbag wurde durch einen einfacheren Seitenairbag ohne Kopfschutz ersetzt. Außerdem verfügt das Modell weiterhin nicht über einen Knie-Airbag oder Gurtstraffer und -begrenzer auf den hinteren Sitzplätzen und serienmäßig keine Technologien zur Unfallprävention. Renault wehrte sich gegen die schlechte Bewertung des Euro-NCAP-Crashtests und merkte an, das Fahrzeug erfülle alle notwendigen Anforderungen. In der Folge pausierte der ADAC bis auf Weiteres die Vertriebskooperation mit Renault für dieses Modell.
Im weiteren Verlauf wurde ein Fall aus Österreich bekannt, bei dem die Prospekte statt des tatsächlich verbauten Seitenairbags weiterhin den ursprünglichen beschreiben. Diese Angabe wurde erst Anfang Dezember 2021 geändert, wodurch zuvor eingegangene Bestellungen auf falschen technischen Angaben basieren. In Deutschland lässt sich Renault den Entfall der Optionen zur Fußgängererkennung und zum Sicherheitswarner ohne finanzielle Entschädigung oder nachträglichen Einbau bei bereits bestellten Fahrzeugen von den Kunden bestätigen. Als Grund wird hier der globale Mangel an elektronischen Bauteilen angegeben. Maßgeblich für die Bewertung des Crashtests waren aber auch diese Sicherheitsassistenzsysteme und Renault selbst gibt offiziell an, sie weiterhin anbieten zu können.
Später gab Renault weitere Details bekannt. So hätten Kosten bei der Wahl des Seitenairbags keine Rolle gespielt. Diese lägen bei 2 bis 3 € pro Fahrzeug. Man habe aber mit dem 2017 beschlossenen und 2019 eingeführten Facelift diverse Assistenzsysteme eingeführt, deren Mehrkosten bei etwa 50 bis 70 € pro Auto lägen. Zu der Entscheidung hätte eine Studie zur Ermittlung von Telemetriedaten beigetragen, die Renault zusammen mit Stellantis betreibt. Die dort ausgewerteten Zoe zeigten keinen einzigen Unfall mit seitlichen Kollisionen wie sie der Pfahlaufpralltest von Euro NCAP simuliert, dafür aber reichlich Un- und Vorfälle im urbanen Raum. Zusätzlich, betont Renault, habe sich bei internen Crashtests gezeigt, dass die Kombination aus Seiten- und Kopfairbag durch die Verteilung der Luft im Airbag bei bestimmten Seitencrashs auch negative Auswirkungen haben kann. Man räumt jedoch ein, dass diese Entscheidung angesichts des Testresultats von Euro NCAP hätte anders entschieden werden sollen. „Man habe nicht damit gerechnet, dass der Zoe nachgetestet werde“, schreibt das Redaktionsnetzwerk Deutschland. Auch VW habe die Einführung der achten Generation des Golf forciert, um den ab 2020 geltenden Testkriterien zuvorzukommen und lieber Fehler der unfertigen Bordelektronik in Kauf genommen. Der Airbag der Zoe bleibt für diese Modellgeneration weiterhin unverändert. Nur ein sogenannter Vorhang-Airbag würde ein Sicherheitsgewinn erzielen. Dieser sei aber mit einer völligen Neukonstruktion verbunden. Der bisher nur in höheren Ausstattungslinien erhältliche Notbremsassistent wird serienmäßig in allen ab März 2022 produzierten Zoe verbaut.

## Technik

### Antrieb
Der Zoe der ersten Modellgeneration hat einen fremderregten Synchronmotor mit einer Nennleistung von 43 kW. Er erreicht eine abgeregelte Höchstgeschwindigkeit von 135 km/h. Die Reichweite der Baureihe Q210 mit 22-kWh-Akku beträgt 210 km (NEFZ), die praxisnahe Reichweite lag dabei laut Hersteller zwischen 100 und 150 km. Die Reichweite der Baureihe R240 beträgt 240 km (NEFZ). Seit Januar 2017 beträgt die NEFZ-homologierte Reichweite des seitdem erhältlichen 41-kWh-Akkus 400 km. Renault selbst gab daneben effektive 300 km unter Praxisbedingungen an. Testberichte zeigten ebenfalls, dass selbst unter extremen Bedingungen wie winterliche Außentemperatur, eingeschaltete Heizung, Licht und weitere Geräte, Autobahnfahrt (maximal 100 km/h), Bergauffahrt usw. eine tatsächlich gefahrene Reichweite von ca. 270 km möglich ist.

### Antriebsbatterie
Die Antriebsbatterie ist ein Lithium-Ionen-Akkumulator mit NMC-Zellchemie. Die Batterie sollte ursprünglich vom Kooperationspartner Nissan zugeliefert werden und die gleichen Zellen wie beim Nissan Leaf erhalten. Im Juli 2012 wurde bekannt, dass entgegen den ursprünglichen Planungen die Antriebsbatterie von der südkoreanischen LG Chem gefertigt wird. Dieser Wechsel machte Änderungen an der Systemsoftware notwendig, die den Serienanlauf verzögerten.

### Ladegerät

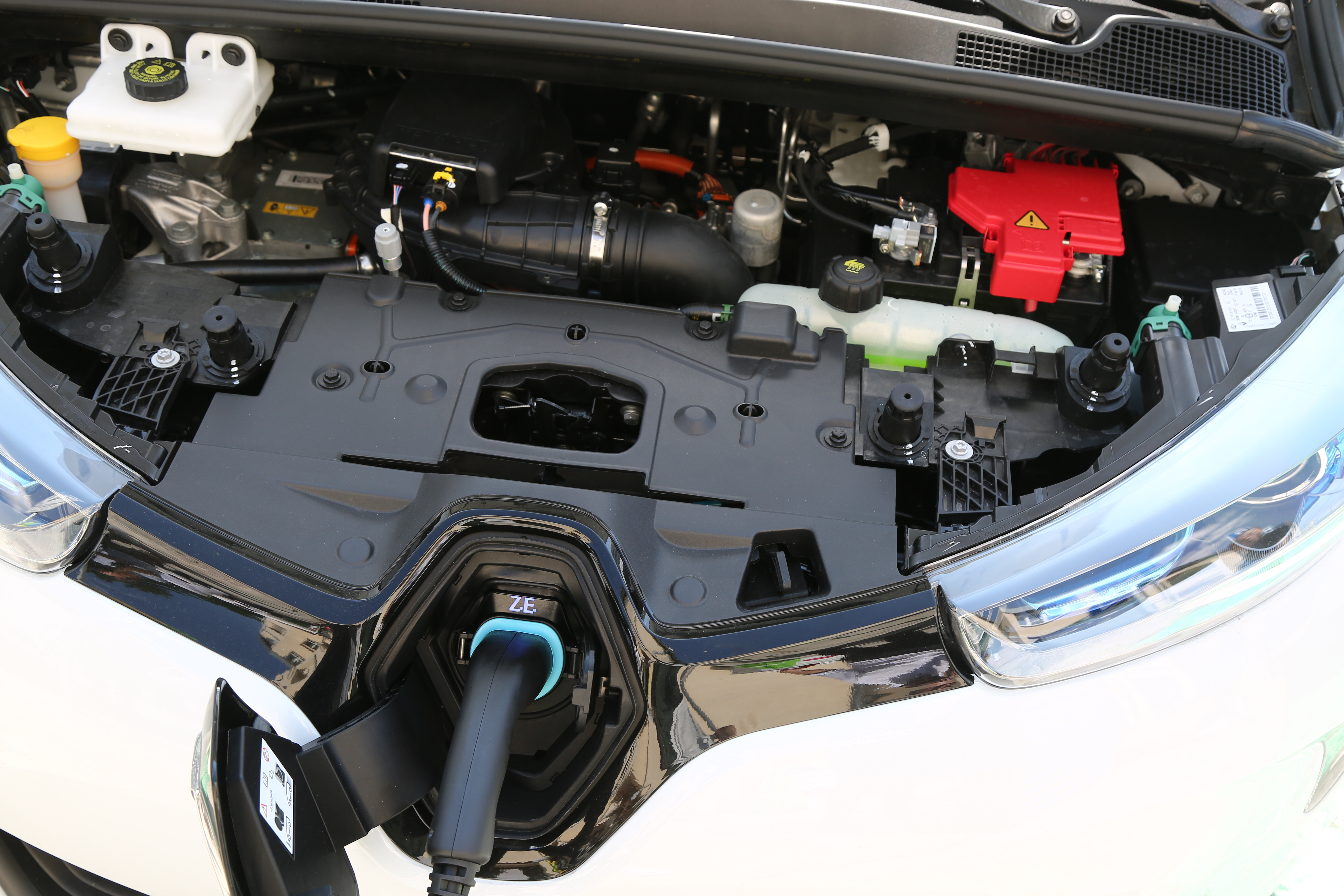
Blick in den Motorraum eines Zoe R240 mit Typ-2-Ladeanschluss unter dem Renault-Logo an der Front

Ab Werk haben alle Versionen des Zoes ein integriertes Ladegerät mit dem Namen Chameleon Charger. Dieses nutzt dabei die Induktivität des Elektromotors als DC-DC-Wandler und ermöglicht das Aufladen der Akkus mit Leistungen je nach Version von bis zu 22 kW bzw. 43 kW AC. Mit dem Akku-Upgrade auf 41 kWh (Z.E. 40 genannt) wird in Deutschland hauptsächlich die Motor-Version R110 (Renault-Motor) verkauft, die eine maximale Ladeleistung von 22 kW zulässt. Einzelne Händler bieten auch die Kombination aus Q90-Motor und 41-kWh-Akku an.
Bis zur 2018 erschienenen Modellvariante R110 wurden alle Zoe-Varianten ausschließlich mit einem Typ-2-Ladestecker in der Front ausgeliefert. Beim R110 war es erstmals möglich, gegen Aufpreis einen CCS-Typ-2-Ladestecker zu erhalten, bei welchem der Ladevorgang mit Gleichstrom anstatt mit Wechsel- bzw. Drehstrom durchgeführt wird. An gängigen, kommerziellen Ladesäulen mit Schnellladefunktion stehen überwiegend 43 kW für Typ 2 und 50 kW für CCS-Typ-2-Stecker zur Verfügung. CCS-Stecker an Ladesäulen mit höherer Ladeleistung können zwar mechanisch und elektrisch verwendet werden, die tatsächliche verwendete Leistung wird durch das Fahrzeug auf 50 kW beschränkt.
Die Ladezeiten für die 41-kWh-Antriebsbatterie betragen laut Herstellerangaben:
- an einer 43-kW-Ladestation ca. 1:05 für 80 %,
- an einer 22-kW-Wallbox ca. 1:38 für 80 % und 2:40 für 100 %,
- an einer 11-kW-Wallbox (3 × 16 A) ca. 3:20 für 80 % und viereinhalb Stunden für 100 %,
- an einem 3,1-kW-Anschluss (1 × 14 A) rund 13 Stunden für 80 % und 16 Stunden für 100 % sowie
- an einem 2,3-kW-Anschluss (1 × 10 A) rund 20 Stunden für 80 % und 25 Stunden für 100 % der Kapazität.

## Mögliche Kombinationen Motor/Akkumulator
Unterschieden wird das Fahrzeug anhand der Motorvarianten und des Energiespeichervermögens der Antriebsbatterie (im Folgenden als Akkumulator bezeichnet), wobei Q für Quick (Schnellladesystem) und R für Range (Reichweite) stehen.
Q210: Diese Version hat den ursprünglichen Continental-Motor. Der Chameleon Charger lädt den Akkumulator mit einer Ladeleistung von bis zu 43 kW. Er kann 21 kWh aufnehmen, das Fahrzeug kommt damit im Neuen Europäischen Fahrzyklus (NEFZ) 210 km weit.
R240: Diese Version hat den von Renault selbst entwickelten Elektromotor. Die Ladeleistung beträgt maximal 22 kW, die Reichweite steigt beim 21-kWh-Akku aufgrund des etwas sparsameren Motors auf 240 km im NEFZ.
R75: Diese Variante wird unter dem Namen „Life“ nur auf dem französischen Markt angeboten.
R90: Hier ist der Renault-Motor mit einer 22-kW-Ladeelektronik und dem größeren 41-kWh-Akku kombiniert.
Q90: Mit der Einführung des 41-kWh-Akkus konnte der Continental-Motor mit dem größeren Akku zusammen verwendet werden. Zwar wurde die Variante in Deutschland nur vereinzelt angeboten, jedoch konnten Q210-Besitzer durch ein Akku-Upgrade diese Kombination erhalten.
R110: Version mit 80-kW-Motor und wahlweise 41-kWh-Akku oder 52-kWh-Akku.
R135: Version mit 100-kW-Motor und 52-kWh-Akku.

## Batteriemiete
Ursprünglich war es in Deutschland nur möglich, den Akkumulator für einen monatlichen Betrag von 69 bis 119 Euro (Stand 03/2018), je nach jährlicher Fahrleistung, zu mieten. Von Dezember 2016 bis Ende 2020 bestand die Option, den Akku für einen einmaligen Aufpreis von 8000 Euro (Stand 03/2018) zu kaufen. Seit Ende 2020 bietet Renault nur noch Ausstattungen inklusive Batteriekauf an.

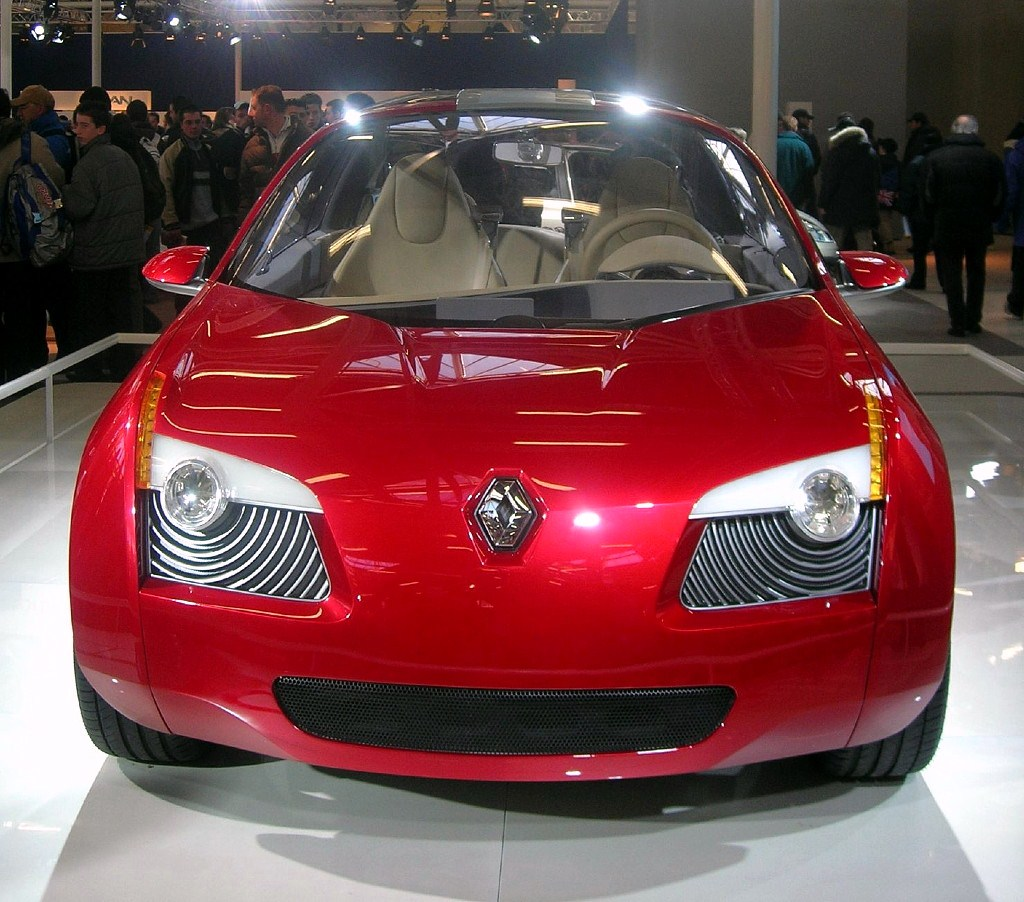
Erstes Konzeptfahrzeug von 2005, noch mit Verbrennungsmotor

 Eine deutsche Zeitung behauptete zu Beginn der ersten Verkaufswelle, dass theoretisch bei schwerwiegenden und wiederholten Verstößen gegen diesen Mietvertrag, zum Beispiel durch nicht gezahlte Monatsraten, es Renault möglich sei, die Akkuladefunktion mittels Fernzugriff zu deaktivieren. Das Fahrzeug müsste dann zu einer Vertragswerkstatt fahren, bzw. gebracht werden, wo diese Beschränkung wieder aus der Software gelöscht werden kann. Der BGH erklärte im Oktober 2022 solche Vorgehensweisen für rechtswidrig.
Ein Verkauf als Gebrauchtwagen war durch die Akkumiete komplizierter, da der Akkumietvertrag durch die RCI-Bank übertragen werden musste, was mit einer Bonitätsprüfung des Käufers verbunden war. Vorteil beim Verkauf ist jedoch, dass der Käufer kein Akkurisiko hat. Fällt die Kapazität des Akkus unter 75 %, wird er durch Renault getauscht.

## Studien

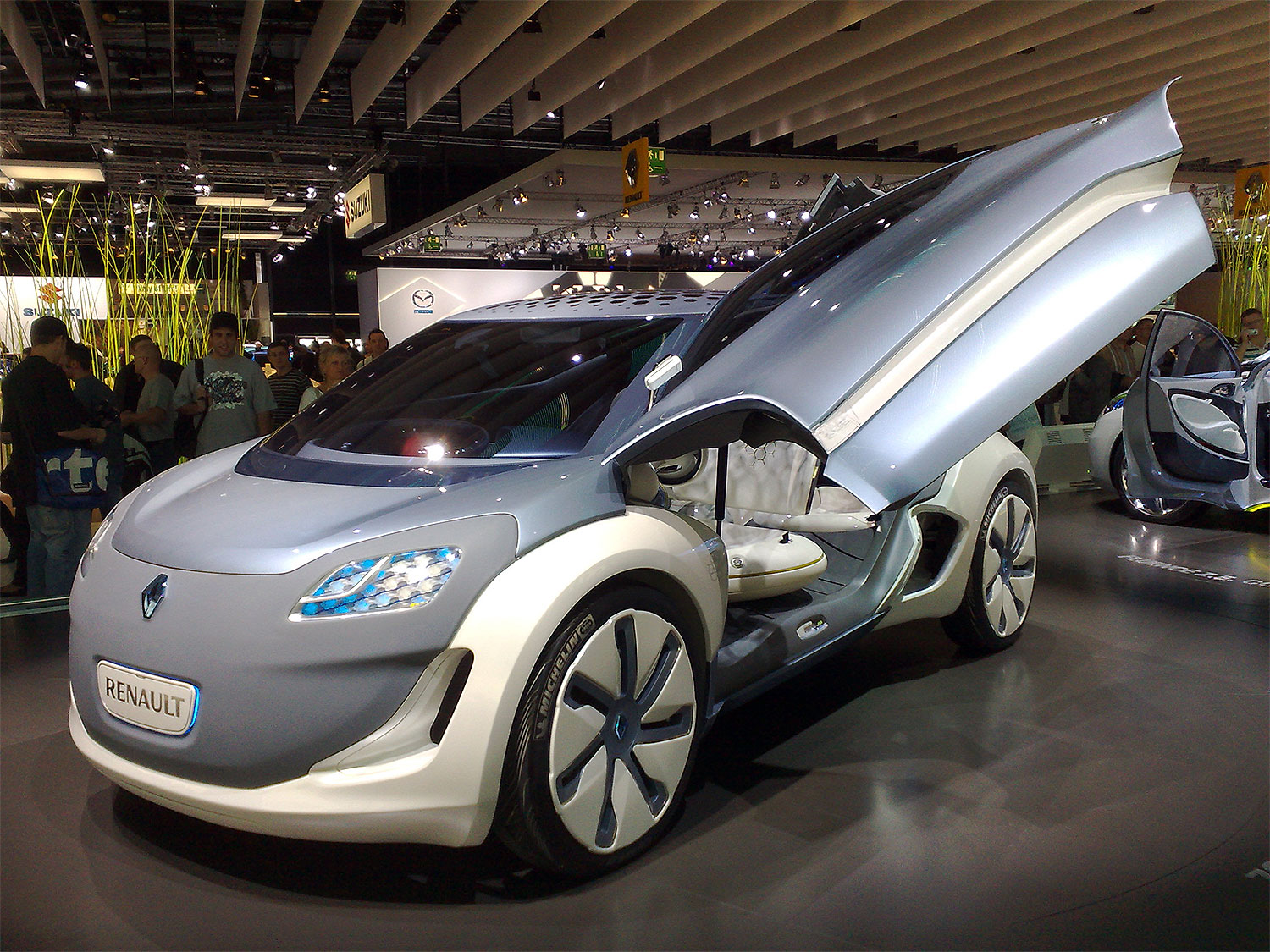
Renault Zoe Z.E. Concept (2009)

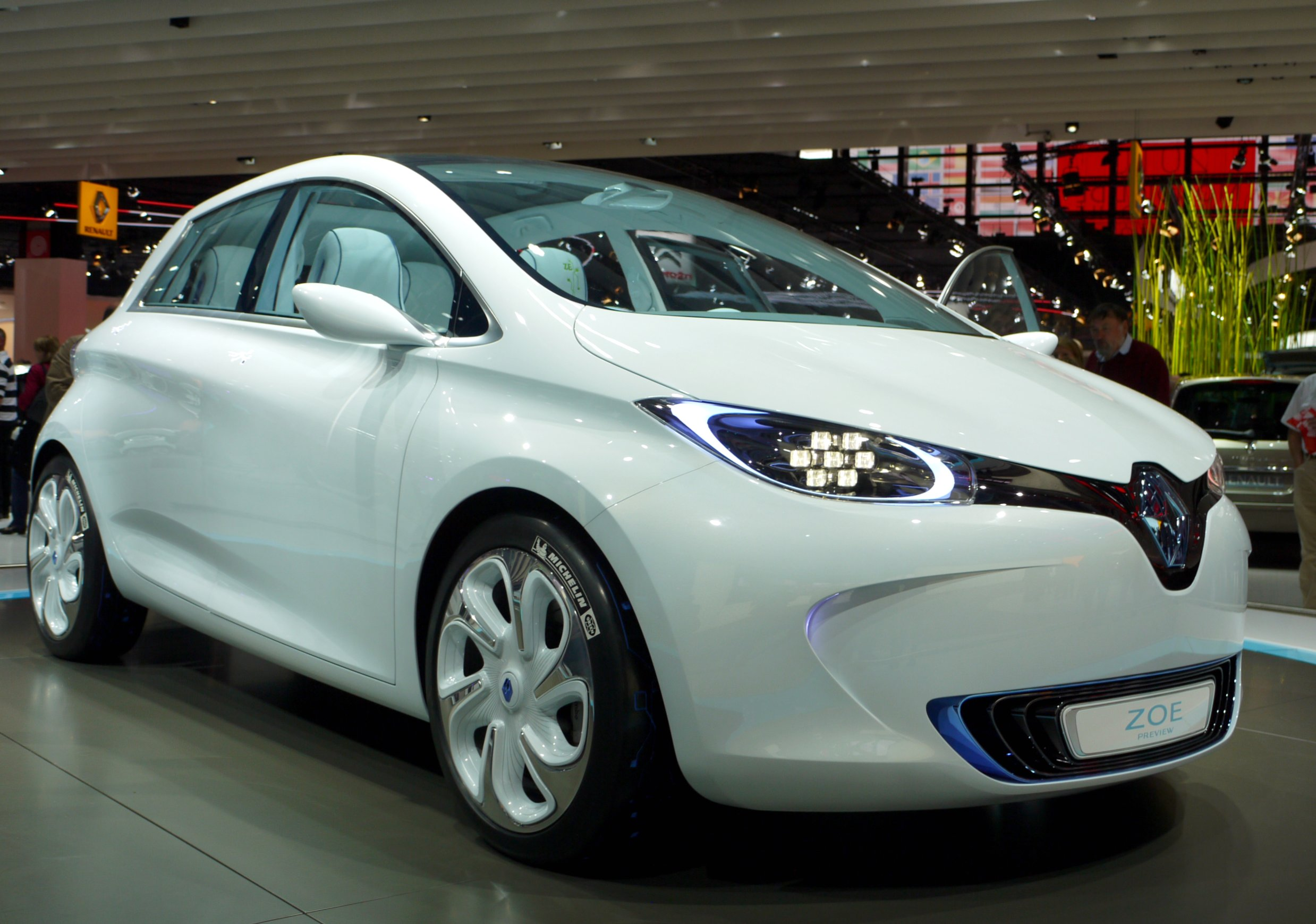
Seriennahe Studie (2010)

### Konzeptauto mit Ottomotor (2005)
Die erste Studie unter dem Namen ZOÉ war ein im Jahr 2005 vorgestellter Kleinstwagen. Mit dem Antrieb durch einen Verbrennungsmotor und einer Länge von 3,45 m hatte diese Studie mit der später geplanten, elektrisch angetriebenen Serienversion wenig gemeinsam. Die Studie von 2005 war mit einem 1,2-Liter-Ottomotor mit 73 kW, ausgestattet, der ein maximales Drehmoment von 145 Nm entwickelte. Die Kraft wurde auf die Vorderräder übertragen. Geschaltet wurden die fünf Gänge über die Schaltpaddel am Lenkrad.

### Konzeptauto mit Elektroantrieb (2009)
Auf der IAA 2009 wurde ein elektrisches Konzeptauto namens Renault Zoe Z.E. Concept vorgestellt. Das Fahrzeug wird von einem Elektromotor mit 54 kW Leistung angetrieben und hat Scherentüren.

### Seriennahe Studie (2010)
Die dritte Studie wurde 2010 als Renault Zoe Preview vorgestellt. Sie entsprach optisch bereits weitgehend dem Serienfahrzeug.

### Zoe e-Sport Concept (2017)
Das Konzeptauto „Renault Zoe e-Sport Concept“ wurde im Jahr 2017 auf dem Genfer Autosalon vorgestellt. Im Zuge der für Renault erfolgreichen Formel E Saison 2017/2018 wurde dieses Konzeptauto vorgestellt. Renault konnte in insgesamt vier Saisons Erfahrung mit Elektrorennwagen sammeln und nutzten dann dieses Know-how für den „Zoe e-Sport Concept“. Renault nahm nicht nur die Erfahrung, sondern auch zwei Elektromotoren ihres Formel-E-Rennwagens „Z.E16“ mit jeweils 200 kW (270 PS) und 640 Nm Drehmoment. Somit hat der e-Sport doppelt so viel Leistung wie der damalige Rennwagen. Jeweils ein Motor treibt eine Achse an, was das Konzeptauto in 3,2s von 0 auf 100 km/h beschleunigt. Mit Sportsitzen, rechteckigem Lenkrad und Vierwege-Dämpfern wurde das Konzeptauto komplementiert.

## Technische Daten
| Motorbezeichnung                          | R210/Q210                                     | R240                                          | R75                                           | R90                                           | Q90                                           | R110                                          | R110                                          | R135                                          |
| ----------------------------------------- | --------------------------------------------- | --------------------------------------------- | --------------------------------------------- | --------------------------------------------- | --------------------------------------------- | --------------------------------------------- | --------------------------------------------- | --------------------------------------------- |
| Motorhersteller                           | Continental                                   | Renault                                       | Renault                                       | Renault                                       | Continental                                   | Renault                                       | Renault                                       | Renault                                       |
| Bauzeitraum                               | 03/2013–02/2015                               | 03/2015–12/2016                               | 01/2017–09/2019                               | 01/2017–09/2019                               | 01/2017–09/2019                               | 06/2018–09/2019                               | 09/2019–03/2024                               | 09/2019–03/2024                               |
| Zoe-Generation                            | Phase 1                                       | Phase 1                                       | Phase 1                                       | Phase 1                                       | Phase 1                                       | Phase 1                                       | Phase 2                                       | Phase 2                                       |
| Motorkenndaten                            |                                               |                                               |                                               |                                               |                                               |                                               |                                               |                                               |
| Motor                                     | Fremderregter Drehstrom-Synchron-Elektromotor | Fremderregter Drehstrom-Synchron-Elektromotor | Fremderregter Drehstrom-Synchron-Elektromotor | Fremderregter Drehstrom-Synchron-Elektromotor | Fremderregter Drehstrom-Synchron-Elektromotor | Fremderregter Drehstrom-Synchron-Elektromotor | Fremderregter Drehstrom-Synchron-Elektromotor | Fremderregter Drehstrom-Synchron-Elektromotor |
| Nennleistung bei min−1                    | 46 kW (63 PS) bei 3000–11.300                 | 46 kW (63 PS) bei 3000–11.300                 | ?                                             | 43 kW (58 PS) bei 3000–5000                   | 43 kW (58 PS) bei 3000–5000                   | 53 kW (72 PS)                                 | 51 kW (69 PS)                                 | 51 kW (69 PS)                                 |
| Kurzzeitige Spitzenleistung bei min−1     | 65 kW (88 PS) bei 3000–11.300                 | 65 kW (88 PS) bei 3000–11.300                 | 57 kW (77 PS) bei 2600–9000                   | 68 kW (92 PS) bei 3000–5000                   | 65 kW (88 PS) bei 3000–11.300                 | 80 kW (108 PS) bei 3395–10.886                | 80 kW (108 PS) bei 3395–10.886                | 100 kW (135 PS) bei 4200–11.163               |
| max. Drehmoment bei min−1                 | 220 Nm / 250–2500                             | 220 Nm / 250–2500                             | 210 Nm / 210–2600                             | 225 Nm / 225–3000                             | 220 Nm / 250–2500                             | 225 Nm / 1500–3395                            | 225 Nm / 1500–3395                            | 245 Nm / 1500–3600                            |
| Kraftübertragung                          |                                               |                                               |                                               |                                               |                                               |                                               |                                               |                                               |
| Antrieb                                   | Vorderradantrieb                              | Vorderradantrieb                              | Vorderradantrieb                              | Vorderradantrieb                              | Vorderradantrieb                              | Vorderradantrieb                              | Vorderradantrieb                              | Vorderradantrieb                              |
| Antriebsbatterie                          |                                               |                                               |                                               |                                               |                                               |                                               |                                               |                                               |
| Zellchemie                                | NMC                                           | NMC                                           | NMC                                           | NMC                                           | NMC                                           | NMC                                           | NMC                                           | NMC                                           |
| nutzbarer Energieinhalt                   | 22 kWh                                        | 23,3 kWh                                      | 23,3 kWh / 41 kWh                             | 23,3 kWh / 41 kWh                             | 23,3 kWh / 41 kWh                             | 41 kWh / 52 kWh                               | 41 kWh / 52 kWh                               | 52 kWh                                        |
| Batteriethermomanagement                  | aktive Luftkühlung (1)                        | aktive Luftkühlung (1)                        | aktive Luftkühlung (1)                        | aktive Luftkühlung (1)                        | aktive Luftkühlung (1)                        | aktive Luftkühlung (1)                        | aktive Luftkühlung (1)                        | aktive Luftkühlung (1)                        |
| Messwerte                                 |                                               |                                               |                                               |                                               |                                               |                                               |                                               |                                               |
| Höchstgeschwindigkeit                     | 135 km/h                                      | 135 km/h                                      | 135 km/h                                      | 135 km/h                                      | 135 km/h                                      | 135 km/h                                      | 140 km/h                                      | 140 km/h                                      |
| Beschleunigung, 0–50 km/h                 | 4,0 s                                         | 4,0 s                                         | 4,7 s                                         | 4,1 s                                         | 4,1 s                                         | 3,9 s                                         | 3,9 s                                         | 3,6 s                                         |
| Beschleunigung, 0–80 km/h                 | 8,6 s                                         | 8,6 s                                         | 10,0 s                                        | 8,6 s                                         | 8,6 s                                         | 7,6 s                                         |                                               |                                               |
| Beschleunigung, 0–100 km/h                | 13,5 s                                        | 13,5 s                                        | 15,5 s                                        | 13,2 s                                        | 13,2 s                                        | 11,4 s                                        | 11,4 s                                        | 9,5 s                                         |
| Beschleunigung, 80–120 km/h               | 9,3 s                                         | 9,3 s                                         | 9,3 s                                         | 9,3 s                                         | 9,3 s                                         | 9,3 s                                         | 9,3 s                                         | 7,1 s                                         |
| Verbrauch auf 100 km (kombiniert im NEFZ) | 14,6 kWh                                      | 13,3 kWh                                      | 13,3 kWh                                      | 13,3 kWh                                      | 13,3 kWh                                      | -                                             | -                                             | -                                             |
| Verbrauch auf 100 km (kombiniert im WLTP) |                                               |                                               |                                               | 22 kWh: 16,8 kWh 41 kWh: 15,9 kWh             | 41 kWh: 17,8 kWh                              | 41 kWh: 17,5 kWh 52 kWh: 17,4–20,0 kWh        | 17,2 kWh                                      | 17,7 kWh                                      |
| Reichweite nach NEFZ                      | 210 km                                        | 240 km                                        | 22 kWh: 240 km 41 kWh: 403 km                 | 22 kWh: 240 km 41 kWh: 403 km                 | 41 kWh: 370 km                                | -                                             | -                                             | -                                             |
| Reichweite nach WLTP                      |                                               |                                               |                                               | 22 kWh: 175 km 41 kWh: 316 km (15"-Felgen)    | 41 kWh: 300 km (15"-Felgen)                   | 41 kWh: 300 km (16"-Felgen) 52 kWh: 395 km    | 41 kWh: 316 km 52 kWh: 395 km                 | 386 km                                        |
| „Realistische Reichweite“ laut Hersteller |                                               |                                               |                                               | 300 km/200 km                                 | 280 km/180 km                                 | 41 kWh: 300 km/200 km 52 kWh: 380 km/250 km   |                                               | 380 km/250 km                                 |
| Max. Ladeleistung (AC)                    | 43 kW (3 × 63 A)                              | 22 kW (3 × 32 A)                              | 22 kW (3 × 32 A)                              | 22 kW (3 × 32 A)                              | 43 kW (3 × 63 A)                              | 22 kW (3 × 32 A)                              | 22 kW (3 × 32 A)                              | 22 kW (3 × 32 A)                              |
| Max. Ladeleistung (DC)                    | -                                             | -                                             | -                                             | -                                             | -                                             | -                                             | 46 kW                                         | 46 kW                                         |

## Absatzzahlen

### Verkaufszahlen
| Verkaufszahlen Renault Zoe 2012–2022       | Verkaufszahlen Renault Zoe 2012–2022 | Verkaufszahlen Renault Zoe 2012–2022 | Verkaufszahlen Renault Zoe 2012–2022 | Verkaufszahlen Renault Zoe 2012–2022 | Verkaufszahlen Renault Zoe 2012–2022 | Verkaufszahlen Renault Zoe 2012–2022 | Verkaufszahlen Renault Zoe 2012–2022 | Verkaufszahlen Renault Zoe 2012–2022 | Verkaufszahlen Renault Zoe 2012–2022 | Verkaufszahlen Renault Zoe 2012–2022 | Verkaufszahlen Renault Zoe 2012–2022 |
| Land                                       | 2022                                 | 2021                                 | 2020                                 | 2019                                 | 2018                                 | 2017                                 | 2016                                 | 2015                                 | 2014                                 | 2013                                 | 2012                                 |
| ------------------------------------------ | ------------------------------------ | ------------------------------------ | ------------------------------------ | ------------------------------------ | ------------------------------------ | ------------------------------------ | ------------------------------------ | ------------------------------------ | ------------------------------------ | ------------------------------------ | ------------------------------------ |
| Frankreich                                 | 12.180                               | 20.041                               | 37.409                               | 18.817                               | 17.038                               | 15.245                               | 11.404                               | 6.951                                | 5.970                                | 5.511                                | 48                                   |
| Deutschland                                | 10.535                               | 24.736                               | 30.376                               | 9.431                                | 6.360                                | 4.322                                | 2.805                                | 1.787                                | 1.498                                | 1.019                                |                                      |
| Norwegen                                   |                                      |                                      | 2.346                                | 2.090                                | 3.141                                | 2.533                                | 1.818                                | 1.634                                | 433                                  |                                      |                                      |
| Vereinigtes Königreich                     |                                      |                                      |                                      | 2.380                                | 1.981                                | 1.175                                | 1.647                                | 1.971                                | 1.104                                | 252                                  |                                      |
| Niederlande                                |                                      |                                      | 2.073                                | 2.208                                | 1.017                                | 781                                  | 183                                  | 164                                  | 253                                  | 547                                  |                                      |
| Österreich                                 |                                      |                                      | 2.071                                | 944                                  | 1.170                                | 1.391                                | 829                                  | 279                                  | 387                                  | 369                                  |                                      |
| Schweiz                                    |                                      | 1.557                                | 2.890                                | 1.804                                | 908                                  | 741                                  | 406                                  | 478                                  | 381                                  | 342                                  |                                      |
| Italien                                    |                                      |                                      |                                      |                                      |                                      | 318                                  | 208                                  | 238                                  | 155                                  | 203                                  |                                      |
| Spanien                                    |                                      |                                      |                                      | 1.051                                | 1.418                                | 1.327                                | 446                                  | 312                                  | 289                                  | 182                                  |                                      |
| Dänemark                                   |                                      |                                      |                                      | 568                                  | 431                                  | 386                                  | 612                                  | 192                                  | 145                                  | 92                                   |                                      |
| Belgien                                    |                                      |                                      |                                      | 666                                  | 294                                  | 351                                  | 210                                  | 25                                   | 110                                  | 85                                   |                                      |
| Summe                                      | 35.706                               | 70.340                               | 99.613                               | 37.574                               | 39.469                               | 31.932                               | 14.614                               | 11.845                               | 11.323                               | 8.874                                | 68                                   |
| Anmerkungen: (1) Verkäufe 1. Halbjahr 2015 |                                      |                                      |                                      |                                      |                                      |                                      |                                      |                                      |                                      |                                      |                                      |

Im Mai 2016 wurde der 50.000. Zoe ausgeliefert. Renault verkaufte den Zoe nur in Europa. Im Jahr 2017 wurden etwa 30.000 Zoe produziert. Im März 2018 wurde der 100.000. Zoe produziert, im Juli 2018 wurden 220 Exemplare pro Tag im Werk Flins bei Paris erreicht. Die Produktion sollte bis Ende 2018 auf 440 Einheiten pro Tag erhöht werden. Nach rund 180.000 gefertigten Fahrzeugen der ersten Generation wurde ab Juli 2019 das optisch leicht veränderte Modell der zweiten Generation produziert. Im November 2019 wurde die Marke von 200.000 produzierten Fahrzeugen erreicht.
Der Zoe war nach kumulierten Verkäufen bis Januar 2020 das meistverkaufte Elektroauto in Europa, mit insgesamt mehr als 200.000 verkauften Einheiten. In den Jahren 2019 und 2020 war der Zoe mit 9.431 bzw. 30.376 Einheiten auch das meistverkaufte Elektroauto in Deutschland. 2021 war der Zoe, mit weitem Abstand hinter dem Tesla Model 3, das zweitmeistverkaufte Elektroauto in Deutschland. 2022 schaffte der Zoe in Europa mit 35.706 Einheiten nur noch den 12. Platz.

### Neuzulassungszahlen in Deutschland
|  |

|  |

|  |

|  |

|  |

|  |

|  |

|  |

|  |

|  |

|  |

|  |

|  |

|  |

|  |

|  |

|  |

|  |

|  |

|  |

|  |

|  |

|  |

|  |

|  |

|  |

|  |

|  |

|  |

|  |

|  |

|  |

|  |

|  |

|  |

|  |

|  |

|  |

|  |

|  |

|  |

|  |

|  |

|  |

|  |

|  |

|  |

|  |

|  |

|  |

|  |

|  |

|  |

|  |

|  |

|  |

|  |

|  |

|  |

|  |

|  |

|  |

|  |

|  |

|  |

|  |

|  |

|  |

|  |

|  |

|  |

|  |

|  |

|  |

|  |

|  |

|  |

|  |

|  |

|  |

|  |

|  |

|  |

|  |

|  |

|  |

|  |

|  |

|  |

|  |

|  |

|  |

|  |

|  |

|  |

|  |

|  |

|  |

|  |

|  |

|  |

|  |

|  |

|  |

|  |

|  |

|  |

|  |

|  |

|  |

|  |

|  |

|  |

|  |

|  |

|  |

|  |

|  |

|  |

|  |

|  |

|  |

|  |

|  |

|  |

|  |

|  |

|  |

|  |

|  |

|  |

|  |

|  |

|  |

|  |

|  |

|  |

|  |

|  |

|  |

|  |

|  |

|  |

|  |

|  |

|  |

|  |

|  |

|  |

|  |

|  |

|  |

|  |

|  |

|  |

|  |

|  |

|  |

|  |

|  |

|  |

|  |

|  |

|  |

|  |

|  |

|  |

|  |

|  |

|  |

|  |

|  |

|  |

|  |

|  |

|  |

|  |

|  |

|  |

|  |

|  |

|  |

|  |

|  |

|  |

|  |

|  |

|  |

|  |

|  |

|  |

|  |

|  | Vorderradantrieb (97.023) |

|  | Vorderradantrieb (97.023) |